# Software & Support Media
Software & Support Media GmbH (S&S Media) ist ein 1995 gegründetes internationales Medienhaus mit Hauptsitz in Frankfurt am Main. Neben der Zentrale besitzt das Unternehmen Büros in Berlin, Potsdam und London.
Das Informations- und Serviceangebot des Unternehmens richtet sich an IT-Professionals. Das Portfolio umfasst Konferenzen, Trainings, Fachmagazine, Onlineservices sowie Bücher. Bekannt ist das Medienhaus vor allem für seinen Imprint „entwickler.press“, unter dem eine größere Anzahl an Büchern vermarktet werden.
Zum Konferenzangebot von S&S Media zählen Veranstaltungen wie beispielsweise die International PHP Conference, die Basta!-Konferenz und die MobileTech Conference.

## Printmedien
- Java Magazin
- Windows Developer
- PHP Magazin
- entwickler Magazin
- Business Technology
- Mobile Technology Magazin
- Eclipse Magazin
- SharePoint Magazin